# Исток реки Свияги
Исто́к реки́ Свия́ги (Исто́к реки́ Свия́га) — гидрологический, комплексный памятник природы, занесен в соответствующий кадастр как ООПТ Ульяновской области.

## Описание
Наиболее интересен основной исток Свияги. Недалеко от него произрастает отличный сосновый лес с брусникой и черникой. Здесь немало представителей грушанковых и орхидных, среди которых много редких видов. Сильных нарушений на этом участке не замечено. Однако, на протяжении нескольких километров созданы три запруды, которые забирают большую часть воды истока. У запруд созданы предприятия, загрязняющие воды. Это создает большую опасность для реки.
Второй исток находится в плачевном состоянии из-за ведения на его территории хозяйственной (в частности животноводческой) деятельности. Расположен у села Красная Поляна.
Третий исток берёт начало от родников опушки соснового леса. Состояние в целом хорошее, вода чистая, потоки мощные.
Общая площадь 8 га.

## Основания для создания ООПТ и её значимость
Ценный водный объект. Имеет природоохранное и водоохранное значение.

## Перечень объектов охраны
Биоценозы истока реки Свияги.